# Bandaranaike International Airport
Bandaranaike International Airport is een internationale luchthaven in Sri Lanka. Ze ligt in Katunayake op zo'n 22 kilometer ten noorden van Colombo. Ze wordt uitgebaat door Airport and Aviation Services (Sri Lanka) Ltd, een staatsbedrijf. De luchthaven is de thuisbasis van SriLankan Airlines. Tot maart 2013 en de opening van de Mattala Rajapaksa International Airport in Mattala in het zuiden van het land was het de enige internationale luchthaven op Sri Lanka.

## Geschiedenis
Het vliegveld werd aangelegd in de Tweede Wereldoorlog en was oorspronkelijk een basis van de Royal Air Force, RAF Station Negombo. In 1957 trokken de Britten zich terug en werd het vliegveld overhandigd aan de Royal Ceylon Air Force, die het RCyAF Katunayake noemde.
In de jaren 1960 werd er een nieuwe internationale civiele luchthaven gebouwd, ter vervanging van het oudere Ratmalana Airport. Ze werd genoemd naar de vermoorde minister-president Solomon Bandaranaike. De luchthaven werd geopend in 1967 en ze werd het hoofdkwartier van de nationale luchtvaartmaatschappij Air Ceylon. De luchthaven nam een stuk van de militaire basis in, maar de luchtmacht van Sri Lanka heeft nog steeds verscheidene eskadrons gebaseerd op SLAF Katunayake, de basis die nu direct grenst aan de luchthaven.
In de jaren 1990 werd een nieuwe startbaan aangelegd parallel aan de bestaande, die vanaf dat moment gebruikt werd als taxibaan. In 2005 werd een pier aangelegd in terminal 1 met acht aviobruggen.
In 2012 werd terminal 3, een terminal voor de interne nationale vluchten, in gebruik genomen. De aanleg van een derde terminal, terminal 2, met nog acht aviobruggen zou in 2019 voltooid moeten zijn. Daarna start een renovatie van de oudste terminal, terminal 1.
Het vliegveld en de ernaast gelegen militaire basis zijn verschillende malen het doelwit geweest van aanvallen door de Tamiltijgers. De zwaarste daarvan vond plaats op 24 juli 2001, toen veertien Tamiltijgers een zelfmoordaanslag uitvoerden waarbij 26 civiele en militaire vliegtuigen beschadigd of vernield werden. Naast de aanvallers werden daarbij zeven Sri Lankaanse militairen gedood (één door eigen vuur). De luchthaven werd gedurende 14 uur gesloten en alle vluchten werden afgeleid naar India. De aanval had een beduidende negatieve impact op de economie en het toerisme van Sri Lanka.